# Ghoul (группа)
Ghoul — американская трэш-метал-группа из Окленда, Калифорния. Личности участников группы скрываются, однако известно, что нынешние или прошлые члены Ghoul играли в таких группах, как Impaled, Dystopia, Exhumed, Wolves in the Throne Room, Phobia, Morbid Angel и другие. Дебютный альбом выпущен в 2002 году и с тех пор группа выпустила пять альбомов.
Участники в масках носят сценические имена Cremator, Fermentor, Digestor и Dissector. В песнях группы описывается множество персонажей, в том числе и они сами. В своих же песнях участники группы называют себя мутантами из Крипсильвании (англ. Creepsylvania).

## История
Группа основана в 2001 году в городе Окленд в штате Калифорния. Первый альбом, We Came for the Dead!!!, выпущен в 2002 году. В 2008 году выпущен общий сингл с группой Brody's Militia.
В ноябре 2011 года группа выпустила свой четвертый альбом Transmission Zero и отправилась в тур по Северной Америке вместе с шок-рок-группой GWAR. В начале 2012 года группа вновь гастролировала по США вместе с GWAR. В середине 2012 года группа выступала на таких фестивалях, как Maryland Deathfest, Chaos in Tejas и другие. В январе-феврале 2013 года группа гастролировала по Европе вместе с Cannabis Corpse.

## Персонажи песен
- Mr. Fang — владелец магазина Curio Shoppe;
- The Swamp Hag — ведьма;
- The Mutant Mutilator;
- Killbot — Mark I и Mark II (с сознанием Уолта Диснея);
- The Ghoul Hunter;
- Kogar the Destructor;
- Baron Samedi;
- Constance Spoogeous — переживший Холокост похититель детей и звонарь Армии Спасения;
- The Grand Basilisk — лидер секты;
- Skuz — панк;
- Kreeg — любитель мотоциклов и серфинга;
- Commandant Yanish Dobrunkum — правитель Крипсильвании;
- Bernard Fussbottom — технический предприниматель и создатель I-Eye Mark I.

## Участники

### Нынешний состав
- Cremator (Росс Сьюидж) — вокал, бас-гитара (2003 — н. в.);
- Digestor (Шон МакГрат[англ.]) — вокал, гитара (2001 — н. в.);
- Dissector (Пётр Свобода) — вокал, гитара (2014 — н. в.);
- Fermentor (Джастин Эннис) — вокал, барабаны (2017 — н. в.);

### Бывшие участники
- Dr. X (Джастин Грин) — барабаны (2001);
- Fermentor (Рауль Варела) — барабаны (2001—2004);
- Cremator (Эндрю Лабарр) — гитара, бас-гитара, вокал (2001—2003);
- Fermentor (Дино Соммес) — барабаны, вокал (2004—2013);
- Dissector (Дэн Ренделл) — вокал, гитара (2004—2014);
- Fermentor (Пежэ Мон) — барабаны (2013—2017);

## Дискография

### Студийные альбомы
| Номер | Название                | Детали                                                  |
| ----- | ----------------------- | ------------------------------------------------------- |
| 1     | We Came for the Dead!!! | - Дата выпуска: 2002 - Лейбл: Razorback Records         |
| 2     | Maniaxe                 | - Дата выпуска: 24 июня 2003 - Лейбл: Razorback Records |
| 3     | Splatterthrash          | - Дата выпуска: 1 июня 2006 - Лейбл: Razorback Records  |
| 4     | Transmission Zero       | - Дата выпуска: 8 ноября 2011 - Лейбл: Tankcrimes       |
| 5     | Dungeon Bastards        | - Дата выпуска: 2016 - Лейбл: Tankcrimes                |

### Синглы
| Название        | Год  | Альбом |
| --------------- | ---- | ------ |
| Kids in America | 2012 | n/a    |

### Сборники и сплит-альбомы
| Номер | Название                       | Детали                                                                 |
| ----- | ------------------------------ | ---------------------------------------------------------------------- |
| 1     | We Came for the Dead & Maniaxe | - Дата выпуска: 2008 - Лейбл: Tankcrimes                               |
| 2     | Ghoul / Brody's Militia        | - Дата выпуска: 2008                                                   |
| 3     | Splatterhash                   | - Дата выпуска: 2013 - Лейбл: Tankcrimes - Совместно с Cannabis Corpse |
| 4     | Ill Bill / Ghoul               | - Дата выпуска: 2018 - Лейбл: Tankcrimes - Совместно с Илл Билл        |